# Svanetski stolpi
Svanetski stolpi (gruzijsko სვანური კოშკი, translit.: svanuri k'ošk'i) so hiše-stolpi, zgrajene kot obrambna stanovanja, običajna v gruzijski zgodovinski regiji Svanetiji in danes vključena v okraj Mingrelija - Gornja Svanetija (Samegrelo-Zemo Svaneti). Najstarejši so iz 8. ali 9. stoletja, najnovejši so bili zgrajeni v 18. stoletju.

## Zgradba
Svanetski stolp je v povprečju visok 20 do 25 metrov in ima štiri ali pet, redkeje šest nadstropij, ločenimi z lesenimi ali kamnitimi tlemi. Pritličje, katerega stene so debele do 1,5 metra, običajno nima vrat in oken. Sem so se med obleganjem niso zatekle samo družine, ampak tudi živina  Za lesenimi predelnimi stenami po obodu sobe je bilo na sredini prostora odprto ognjišče s kamnito ploščo, nameščeno na vrhu, ki je zaščitila strop pred gorenjem. Vhod je navadno v višini zgornjega nadstropja. Tudi v tem nadstropju je bilo pogosto nameščeno skladišče hrane in orodja za živali.
Zgornji del stolpa je ožji od spodnjega, debelina sten pa se zmanjšuje tudi na 0,7-0,8 metra, kar daje stolpu trapezoidno obliko. Nadstropja so povezana z leseno lestvijo ali stopnicami. Zgornji del stolpa se konča v tako imenovano krono s streho. Lopute na strehah so nameščene na nasprotnih vogalih stolpa, da se prepreči prodor oblegovalcev,. Od zgoraj je bil stolp pokrit z leseno dvokapno streho. 
Na vsaki strani stolpa so ozke odprtine za naravno prezračevanje in nadzor. Odprtine v zgornjem nadstropju so večje in širše ter imajo, za razliko od tistih v spodnjih nadstropjih, obokane oblike.
Veliko stolpov je zaprtih in se uporabljajo kot shramba ali bivalni prostor. Nekateri so za majhno plačilo odprti za obiskovalce.

## Galerija
- Svanetski stolpi